# Barbula plebeja
Barbula plebeja är en bladmossart som beskrevs av C. Müller 1882. Barbula plebeja ingår i släktet neonmossor, och familjen Pottiaceae. Inga underarter finns listade i Catalogue of Life.